# Находки человеческих ступней в море Селиш
Начиная с 20 августа 2007 г. из района моря Селиш начали поступать сообщения о крайне странных находках — предметах обуви с остатками человеческих ступней внутри них. Расследование установило, что найденные ступни принадлежали как минимум пяти мужчинам, одной женщине и еще трём людям невыясненного пола; удалось установить соответствие только двух пар ступней.
Судебной медицине известны случаи самопроизвольного отделения таких частей тела, как голова, ступни или кисти рук при разложении тела в воде. Тем не менее, крайне маловероятно, что даже две подобные находки, сделанные относительно недалеко друг от друга и за короткий промежуток времени, являются случайностью. При этом, по состоянию на конец января 2012 г., в Британской Колумбии (Канада) уже было найдено не менее 10 ступней, и в штате Вашингтон (США) — не менее трех. По состоянию на февраль 2012 г. удалось установить личность только четырех жертв (5 ступней).

## Хронология находок
| №  | Дата             | Место                                     | Обстоятельства | Координаты                       |
| -- | ---------------- | ----------------------------------------- | --- | -------------------------------- |
| 1  | 20 августа, 2007 | о-в Джедедайа, Британская Колумбия        | Правая стопа в кроссовке Adidas 2003 года выпуска. Идентифицирована как принадлежавшая мужчине, пропавшему без вести в Британской Колумбии. По словам родственников, он страдал депрессивным расстройством и, вероятнее всего, совершил самоубийство. Его личность не разглашается по просьбе его семьи.                                          | 49°29′55″ с. ш. 124°12′15″ з. д. |
| 2  | 26 августа, 2007 | о-в Габриола, Британская Колумбия         | Правая стопа мужчины в белой кроссовке Reebok 2004 года выпуска. Судя по всему, отделилась от тела в результате разложения, и была вытащена на берег из воды каким-то животным. | 49°09′00″ с. ш. 123°43′59″ з. д. |
| 3  | 8 февраля, 2008  | о-в Валдс, Британская Колумбия            | Правая стопа в кроссовке Nike 2003 года выпуска. Идентифицирована как принадлежавшая 21-летнему мужчине из Суррея, пропавшему без вести за 4 года до этого и признанному погибшим от естественных причин. | 49°05′ с. ш. 123°40′ з. д.       |
| 4  | 22 мая, 2008     | о-в Киркленд, Британская Колумбия         | Правая стопа женщины в кроссовке New Balance 1999 года выпуска. Идентифицирована, как принадлежащая женщине, которая спрыгнула с Пэтталло-Бридж в Нью-Уэстминстере в апреле 2004 года. Её личность не разглашается по просьбе её семьи. | 49°06′39″ с. ш. 123°05′44″ з. д. |
| 5  | 16 июня, 2008    | о-в Уэстхем, Британская Колумбия          | Левая стопа мужчины (того же, что и в случае от 20 августа 2007 г.). | 49°05′ с. ш. 123°09′ з. д.       |
| 6  | 1 августа, 2008  | Фишт-Ривер-Роуд, Вашингтон                | Правая стопа внутри чёрной мужской кроссовки. 5 августа того же года полиция вынесла заключение, что стопа была принесена течением из Канады. | 48°11′ с. ш. 124°07′ з. д.       |
| 7  | 11 ноября, 2008  | Ричмонд, Британская Колумбия              | Левая стопа, принадлежавшая той же женщине, что и в случае от 22 мая того же года. |                                  |
| 8  | 27 октября, 2009 | Ричмонд, Британская Колумбия              | Правая стопа в кроссовке Nike. Идентифицирована как принадлежавшая мужчине, пропавшему без вести в окрестностях Ванкувера в январе 2008 года и признанному погибшим от естественных причин. |                                  |
| 9  | 27 августа, 2010 | о-в Уидби, Вашингтон                      | Маленькая (принадлежавшая подростку или женщине небольшого роста) стопа, найденная без носка и обуви. Согласно выводам экспертизы, находилась в воде около 2 месяцев. Идентифицировать по анализу ДНК не удалось. |                                  |
| 10 | 5 декабря, 2010  | Такома, Вашингтон                         | Треккинговый ботинок Ozark Trail и стопа небольшого размера (принадлежавшая подростку или взрослому маленького роста). |                                  |
| 11 | 30 августа, 2011 | Ванкувер (Фолс-Крик), Британская Колумбия | Стопа и голенная кость в мужской кроссовке, отделившиеся от коленного сустава после долгого нахождения в воде. |                                  |
| 12 | 4 ноября, 2011   | оз. Сасамат, Британская Колумбия          | Мужской треккинговый ботинок со стопой внутри. В январе 2012 года идентифицирован как принадлежавший местному рыбаку, 65-летнему Стефану Загоруйко, пропавшему без вести ещё в 1987 году. Полиция пришла к выводу, что отделение произошло в результате естественных процессов.                                                                   |                                  |
| 13 | 10 декабря, 2011 | оз. Юнион близ Сиэтла, Вашингтон          | Стопа и голенная кость в черном полиэтиленовом пакете под мостом Шип-Кэнал. Половую принадлежность установить не удалось. |                                  |
| 14 | 26 января, 2012  | Ванкувер, Британская Колумбия             | Человеческие кости внутри ботинка, найденного в песке на площадке для выгула собак у побережья на Арбутус-Стрит. |                                  |
| 15 | 6 мая, 2014      | Сиэтл, Вашингтон                          | Левая нога в белой мужской кроссовке New Balance 2008 года, найденная вдоль береговой линии парка «Сэнтенниал». |                                  |
| 16 | 7 февраля, 2016  | о-в Ванкувер, Британская Колумбия         | На Ботаникл-Бич возле Порт-Ренфрю найдена стопа в носке и кроссовке. |                                  |
| 17 | 12 февраля, 2016 | о-в Ванкувер, Британская Колумбия         | Возле Порт-Ренфрю найдена стопа в носке и кроссовке (относится к той же, что и в случае от 7 февраля 2016 г.). |                                  |
| 18 | 8 декабря, 2017  | о-в Ванкувер, Британская Колумбия         | Останки ноги с обувью выбросило на берег в районе Иордан-Ривер. |                                  |
| 19 | 6 мая, 2018      | о-в Габриола, Британская Колумбия         | На берегу найдена стопа в ботинке. |                                  |
| 20 | сентябрь, 2018   | Западный Ванкувер, Британская Колумбия    | На пляже найдена стопа в синем носке и в светло-сером кроссовке Nike Free RN. Экспертиза сумела установить, что стопа принадлежала мужчине, возрастом не старше 50 лет. Прогон по базе ДНК пропавших без вести совпадений не дал. Сам кроссовок имел размер 9.5 (42.5) и был из серии, изготовленной в период с 1 февраля по 17 апреля 2017 года. |                                  |
| 21 | 1 января, 2019   | о-в Джетти, Эверетт, Вашингтон            | Найдена стопа в ботинке. Позже анализ ДНК связал её с Антонио Ниллом, пропавшим без вести 12 декабря 2016 года. |                                  |

Кроме того, 18 июня 2009 г. на острове Ванкувер была найдена поддельная «стопа», оказавшаяся лапой животного, засунутой в носок и ботинок. 16 сентября 2013 г. на пляже в Сан-Франциско были найдены остатки сильно разложившейся человеческой стопы внутри кроссовка Puma. О возможной связи с аналогичными находками в море Селиш пока ничего не сообщается.

## Попытки объяснения
Поиски источника человеческих останков, найденных в море Селиш, оказались крайне затруднены тем, что морские течения могут переносить плавучие предметы на очень большие расстояния, а направления течений в проливе Джорджии могут быть непредсказуемыми. Кроме того, при оптимальных условиях человеческие останки могут находиться в воде вплоть до 30 лет в виде жировоска, что еще больше затрудняет экспертизу.
Существует предположение, высказанное канадским автором Шэйном Ламбертом, что неидентифицированные ступни принадлежали людям, погибшим в декабре 2004 года в результате цунами в Индийском океане. По его мнению, его гипотезу подтверждает наличие в то время сильных северо-восточных течений из Индийского океана в Тихий, а также то, что обувь большинства жертв была произведена в 2004 году и раньше, и продавалась в основном в странах Азии. Также не исключается вероятность того, что они стали жертвами злого умысла, хотя ни на одной из ступней не было найдено явных следов насилия.